# Liste der portugiesischen Botschafter in Argentinien
Die Liste der portugiesischen Botschafter in Argentinien listet die Botschafter Portugals in Argentinien auf. Die beiden Länder unterhalten seit 1821 diplomatische Beziehungen.
Zunächst hatte die offizielle portugiesische Vertretung in der argentinischen Hauptstadt Buenos Aires den Status eines Generalkonsulats, seit 1883 den einer Legation und seit 1958 den einer Botschaft. Sie hat ihren Sitz in der Maipú Hausnummer 942, unweit der Plaza General San Martín.
Daneben bestehen portugiesische Honorarkonsulate in Comodoro Rivadavia, Córdoba, Mendoza und Rosário.

## Missionschefs
| Name                                                                            | Bild     | Amtszeit                              | Anmerkungen |
| Portugal                                                                        | Portugal | Portugal                              | Portugal |
| ------------------------------------------------------------------------------- | -------- | ------------------------------------- | --- |
| João Manuel de Figueiredo                                                       |          | 28. Juli 1821–?                       | erster Vertreter Portugals in Argentinien |
| Leonardo de Sousa Leite e Azevedo (Barão de Sousa)                              |          | 27. September 1843 –7. September 1871 | Geschäftsträger und Generalkonsul; Amtsbezirk auch Uruguay |
| Augusto de Faria                                                                |          | Januar 1872–?                         | Geschäftsträger mit Amtssitz im Generalkonsulat Montevideo; Amtsbezirk Argentinien und Uruguay                                                                        |
| Augusto de Faria                                                                |          | ?–August 1872                         | Geschäftsträger mit Amtssitz im Generalkonsulat Buenos Aires; Amtsbezirk Argentinien und Uruguay; blieb bis 21. Dezember 1876 dort tätig                              |
| Luis A. Ribeiro                                                                 |          | ?–10. Januar 1878                     | seit August 1872 Übergangs-Geschäftsträger mit Amtssitz im Generalkonsulat Montevideo; Amtsbezirk Argentinien und Uruguay                                             |
| Álvaro Paes de Faria                                                            |          | 11. Januar 1878 –Oktober 1880         | Geschäftsträger des Generalkonsulats; Amtsbezirk auch Uruguay |
| António José de Matos                                                           |          | ?–18. Oktober 1883                    | als Übergangs-Geschäftsträger seit Oktober 1880 Leiter des Generalkonsulat                                                                                            |
| José de Sousa Lobo                                                              |          | 13. Oktober 1883 –10. Dezember 1891   | bereits seit dem 9. Oktober 1883 Leiter der Legation; verließ die Legation erst am 20. März 1892, danach blieb der Posten bis 1912 unbesetzt; Amtsbezirk auch Uruguay |
| Portugal                                                                        |          |                                       | |
| Abel Acácio de Almeida Botelho                                                  |          | 29. Februar 1912 –24. April 1917      | bereits seit dem 27. Februar 1912 Leiter der Legation; Amtsbezirk auch Chile, Paraguay und Uruguay; wurde als Schriftsteller bekannt                                  |
| Eduardo Pereira de Andrade                                                      |          | 24. April 1917–?                      | Geschäftsträger; Amtsbezirk auch Chile, Paraguay und Uruguay |
| Francisco Roberto da Silva Ferrão de Carvalho Mártens (Conde de Mártens Ferrão) |          | ?–9. September 1918                   | seit dem 24. November 1917 Leiter der Legation; Amtsbezirk auch Chile, Paraguay und Uruguay                                                                           |
| Júlio de Sousa e Andrade Brandão Paes                                           |          | ?–23. Januar 1920                     | als Übergangs-Geschäftsträger seit dem 4. Juli 1919 Leiter der Legation; Amtsbezirk auch Chile, Paraguay und Uruguay                                                  |
| Alberto de Oliveira                                                             |          | 4. März 1920 –31. Dezember 1925       | bereits seit dem 18. Februar 1920 Leiter der Legation; verließ am 15. April 1925 den Posten; Amtsbezirk auch Chile, Paraguay und Uruguay                              |
| Eugénio Carlos Martinez Tavares                                                 |          | 21. Mai 1926 –24. November 1928       | bereits seit dem 18. Mai 1926 Leiter der Botschaft; Amtsbezirk auch Chile, Paraguay und Uruguay                                                                       |
| José Jorge Rodrigues dos Santos                                                 |          | ?–1. August 1930(?)                   | seit dem 14. Februar 1929 Leiter der Botschaft; Amtsbezirk auch Paraguay und Uruguay                                                                                  |
| Amadeu Ferreira de Almeida Carvalho                                             |          | 15. November 1930 –21. August 1931    | bereits seit dem 11. Oktober 1930 Leiter der Botschaft |
| José Jorge Rodrigues dos Santos                                                 |          | 10. Dezember 1931 –18. September 1933 | zweite Berufung; bereits seit dem 17. November 1931 Leiter der Botschaft                                                                                              |
| Fernando Quartim de Oliveira Bastos                                             |          | 23. November 1933 –28. März 1935      | bereits seit dem 5. November 1933 Leiter der Botschaft |
| Carlos de Almeida da Fonseca de Sampaio Garrido                                 |          | ?–27. Juli 1939                       | seit dem 10. Juni 1935 Leiter der Botschaft |
| Jorge César Rosa de Oliveira                                                    |          | 16. Oktober 1939 –14. Mai 1945        | bereits seit dem 30. August 1939 Leiter der Botschaft |
| Agapito Pedroso Rodrigues                                                       |          | ?–23. März 1948                       | seit dem 16. Mai 1945 Leiter der Botschaft |
| Alfredo Lencastre da Veiga                                                      |          | ?–24. Februar 1949                    | als Geschäftsträger seit dem 31. März 1948 Leiter der Botschaft |
| José do Sacramento Xara Brasil Rodrigues                                        |          | 11. März 1949 –2. April 1956          | bereits seit dem 11. Februar 1949 Leiter der Botschaft |
| Manuel de Antas e Oliveira                                                      |          | 8. August 1956 –2. Dezember 1958      | bereits seit dem 29. Juli 1956 Leiter der Botschaft |
| Manuel de Antas e Oliveira                                                      |          | 3. Dezember 1958 –16. November 1961   | am 3. Dezember 1958 wurde die Legation zur vollen Botschaft erhoben                                                                                                   |
| Emílio Patrício                                                                 |          | 22. November 1961 –25. Januar 1965    | bereits seit dem 18. November 1961 Leiter der Botschaft |
| António Leite Cruz                                                              |          | 24. März 1965 –29. Januar 1969        | |
| João Oswaldo Marçal Corrêa Antunes de Almeida                                   |          | 11. März 1969 –19. Juni 1972          | bereits seit dem 3. Februar 1969 Leiter der Botschaft |
| Luis da Câmara Pinto Coelho                                                     |          | 5. September 1972 –24. Februar 1975   | bereits seit dem 21. August 1972 Leiter der Botschaft |
| Joaquim Rafael Caimoto Duarte                                                   |          | ?–3. Juni 1976                        | als Übergangs-Geschäftsträger seit dem 14. April 1975 Leiter der Botschaft                                                                                            |
| Alfredo Lencastre da Veiga                                                      |          | 15. Juni 1976 –5. Dezember 1980       | bereits seit dem 3. Juni 1976 Leiter der Botschaft |
| Helder de Mendonça e Cunha                                                      |          | 8. Dezember 1980 –13. März 1982       | verließ am 8. Januar 1982 die Botschaft |
| Maria Teresa Matos dos Santos                                                   |          | ?–14. Juli 1982                       | als Übergangs-Geschäftsträgerin seit dem 8. Januar 1982 Leiterin der Botschaft                                                                                        |
| António Eduardo de Carvalho Ressano Garcia                                      |          | 27. Juli 1982 –18. Juni 1985          | bereits seit dem 14. Juli 1982 Leiter der Botschaft |
| José Fernando Moreira da Cunha                                                  |          | ?–2. März 1986                        | als Übergangs-Geschäftsträger seit dem 18. Juni 1985 Leiter der Botschaft                                                                                             |
| António Baptista Martins                                                        |          | 17. März 1986 –18. Dezember 1990      | bereits seit dem 3. März 1986 Leiter der Botschaft |
| José Fernandes Fafe                                                             |          | 23. Januar 1991 –6. Juli 1992         | bereits seit dem 19. Dezember 1990 Leiter der Botschaft |
| Joaquim Rafael Caimoto Duarte                                                   |          | 16. Dezember 1992 –30. Oktober 1997   | bereits seit dem 28. November 1992 Leiter der Botschaft |
| Marcelo de Zaffiri Duarte Mathias                                               |          | 10. Dezember 1997 –15. Dezember 2000  | bereits seit dem 17. November 1997 Leiter der Botschaft |
| José Augusto Baptista Lopes Seabra                                              |          | 12. Februar 2001 –19. Mai 2002        | |
| António Carlos Carvalho de Almeida Ribeiro                                      |          | 30. September 2002 –10. Januar 2007   | |
| Joaquim José Lemos Ferreira Marques                                             |          | 12. Februar 2007 –31. März 2012       | |
| Henrique Manuel Silveira Borges                                                 |          | 10. April 2012 –20. Oktober 2017      | |
| João Manuel Mendes Ribeiro de Almeida                                           |          | seit 8. März 2018                     | bereits seit dem 28. Dezember 2017 Leiter der Botschaft |